# 말라얀자유꼬리박쥐
말라얀자유꼬리박쥐(Mops mops)는 큰귀박쥐과에 속하는 박쥐의 일종이다. 인도네시아와 말레이시아에서 발견된다.

## 특징
작은 박쥐로 전완장은 41~46mm이고 꼬리 길이는 35~42mm, 귀 길이는 18~22mm이다. 몸무게는 최대 35g이다. 털이 아주 짧다. 등 쪽은 짙은 갈색이지만 배 쪽은 좀더 연한 색을 띤다.

## 생태
나무 구멍 속에서 무리를 지어 생활하고, 큰벌거숭이박쥐와 함께 섞여 지내기도 한다. 먹이는 수면 위를 나는 곤충이다.

## 분포 및 서식지
태국과 말레이반도, 수마트라섬, 보르네오섬에 널리 분포하고 자와섬에서도 서식하는 것으로 추정된다. 일차림에서 서식한다.